# Arena Toruń
Arena Toruń is een multifunctionele sport- en entertainmentarena in Toruń, woiwodschap Koejavië-Pommeren, Polen. Het is de thuisbasis van Twarde Pierniki Toruń van de Poolse Basketbalcompetitie (PLK). De arena werd officieel geopend op 10 augustus 2014. De bouw van het stadion duurde ongeveer drie jaar.
In 2010 werd het algemene project van de locatie gepresenteerd door een consortium van de bedrijven DEDECO en MD Polska. De bouw van het gebouw begon in 2011. Het is gelegen in Chełmińskie Przedmieście, het westelijke deel van de stad. De totale kosten van de locatie bedroegen 158 miljoen PLN. De afmetingen van het gebouw zijn 162,25 meter (lengte), 97,10 meter (breedte) en 20 meter (hoogte).  
De Arena Toruń is uitgerust voor verschillende sporten zoals atletiek, handbal, volleybal, basketbal, tafeltennis, tennis, badminton, kickboksen, boksen, schermen, ritmische gymnastiek en acrobatiek, maar ook zaalhockey. Ze voldoen, net als de klimwand, aan de eisen voor internationale wedstrijden. Er zijn 5192 vaste zitplaatsen aanwezig, welke met 510 zitplaatsen kunnen worden uitgebreid. Afhankelijk van het evenement is er plaats voor maximaal 9250 bezoekers. De atletiekfaciliteit beschikt over zes banen op de 200-meterbaan. Er zijn acht rijstroken over een sprintafstand van 60 meter.  Er zijn ook vip-boxen en een fitnessstudio.
Sinds 2015 is de locatie jaarlijks gastheer van de Copernicus Cup, een evenement van de IAAF World Indoor Tour. 
In 2019 ontving het gebouw van Arena Toruń de prijs voor "Sportlocatie van het 20-jarig jubileum" tijdens de 20e editie van de wedstrijd Bouwers van Poolse Sport. 
In 2020 zette de Zweed Armand Duplantis tijdens de Copernicus Cup een nieuw Wereldrecord van 6,17 meter neer.

## Evenementen
- Copernicus Cup 2015 t/m heden
- Europese kampioenschappen schermen 2016
- Europese kampioenschappen indooratletiek 2021
- Wereldkampioenschappen indooratletiek 2026